# Вилла Поппеи
Вилла Поппеи в Оплонтисе — древнеримская вилла, расположенная посреди современной жилой застройки в итальянском городке Торре-Аннунциата (античный Оплонтис). По предположению археологов и историков, данная вилла принадлежала жене императора Нерона — Сабине Поппее. В 1997 году добавлена ЮНЕСКО в состав памятника Всемирного наследия, объединяющего древнеримские руины Геркуланума, Помпей и Оплонтиса.

## Древнеримский город Оплонтис
Оплонтис располагался неподалёку от знаменитых Помпей и вместе с соседними поселениями оказался погребён под слоем вулканического пепла во время извержения вулкана Везувий в 79 году. Позднее на его месте возник современный город Торре-Аннунциата.
По новейшим археологическим данным, Оплонтис представлял собой не столько отдельный город, сколько пригородную «дачную» зону Помпей, где предпочитали селиться аристократы. До извержения Везувия данный участок был плотно заселён. Помимо виллы Поппеи, под слоем пепла на месте Оплонтиса сохранилась вилла Луция Красса Терция.

## История
Древнейшая часть виллы относится к середине I века до н. э. Впоследствии вилла была перестроена и расширена. Общая площадь землевладения составляла 11000 м2.
Судя по размерам и оформлению построек, вилла служила местом отдыха для очень знатного римского рода. Надпись на найденной там амфоре позволила предположить, что вилла, скорее всего, принадлежала Поппее Сабине Августе — второй жене императора Нерона. Она была убита в 65 году в возрасте 35 лет собственным мужем в порыве гнева, из-за ревности. Часть виллы пострадала в результате землетрясения 62 года, но вскоре была отремонтирована, а через 17 лет была погребена под пеплом Везувия. Все обитатели виллы успели её покинуть.

## Раскопки

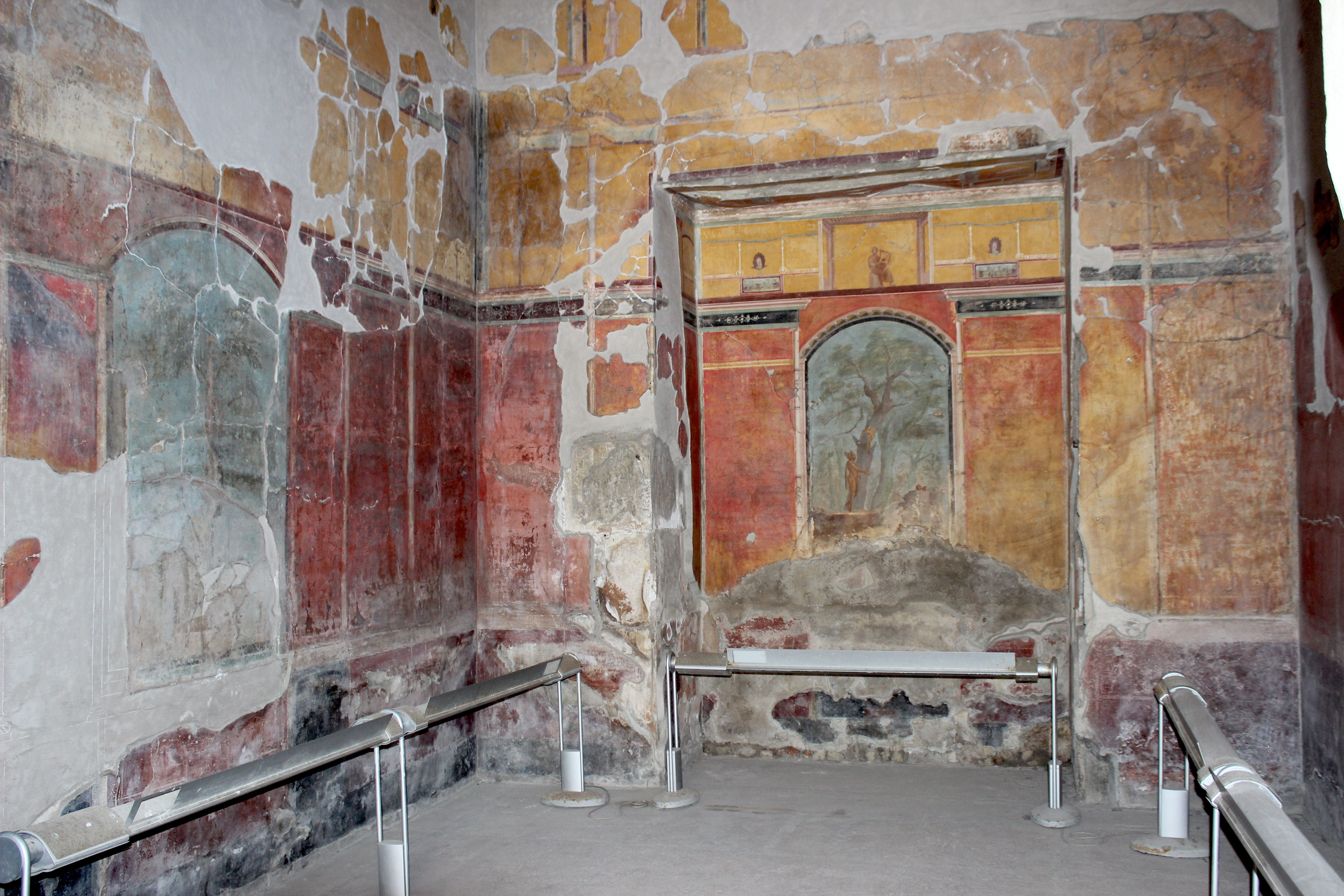
Кальдарий виллы

Обнаружили виллу Поппеи еще в XVIII веке во время строительства канала (который прошел прямо через главный зал). Первые раскопки начались в эпоху Просвещения, затем они были продолжены во второй половине XIX века. Но самыми плодотворными были научные археологические работы, начавшиеся в 1964 году. В период с 1964 до середины 1980-х годов восточная часть виллы была раскрыта до нынешнего уровня.
Главный вход и западная область виллы остаются засыпанными, потому что археологическим работам в этой зоне раскопок мешают прилегающие к ней современная улица и военное учреждение. Сегодня для посетителей открыты господский дом, большой бассейн и несколько садов. В термах (античные бани) отлично сохранились мозаичные полы, а в садах палеоботаники обнаружили древние гранаты и оливы. В южной части виллы раскопки ещё продолжаются.

## Структура виллы и внутреннее убранство

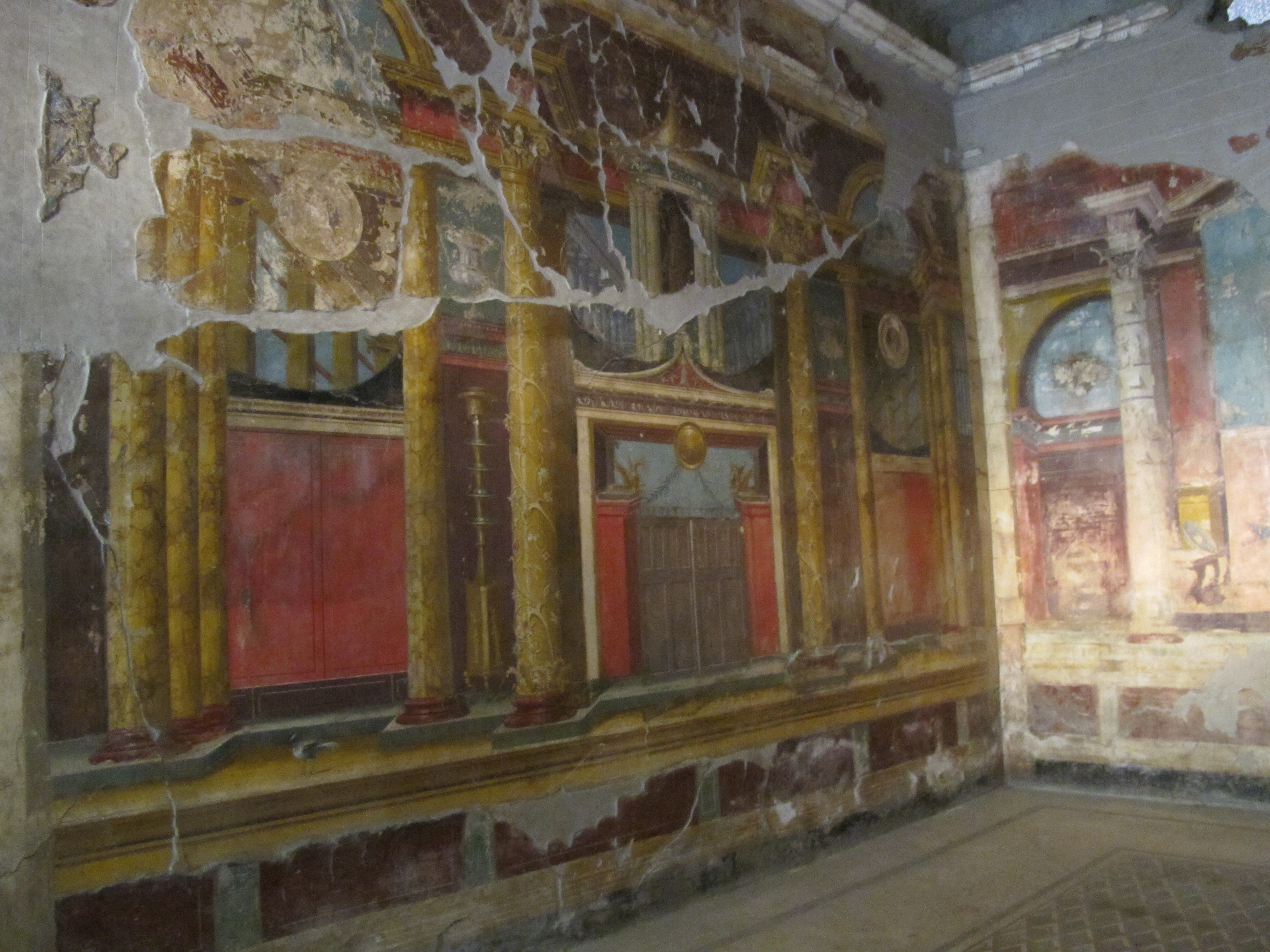
Фресковое убранство

### Планировка
Вилла Поппеи имеет сложную планировку. Западная её часть — основная и самая старая. В ней находится самое древнее ядро виллы (круглый атриум), которое возвышалось над последующими пристройками, и в настоящее время представляет собой флигель, обращенный к саду и окруженный портиками. Вокруг первоначального ядра располагались разного рода помещения и пространства, в том числе — баня, просторный сад и пальментум (чулан, где давили виноград).
Восточная часть виллы пока полностью не открыта из-за застройки территории. В ней находились гостевые и служебные помещения, она была пристроена позже, при реконструкции строения после землетрясения 62 года.
Северный фасад виллы Поппеи выходит в большой оливковый сад, в котором были найдены мраморные скульптуры. В южной стороне находится перистиль (прямоугольный дворик, окружённый с трёх сторон колоннадой). В нём был ещё один сад, в котором росли лавровые деревья, находился фонтан и солнечные часы. Так же здесь были найдены остатки садовых инструментов — граблей, мотыг и др. Сейчас вилла насчитывает 98 помещений — от 60-метрового бассейна до крохотных комнаток.

### Фрески

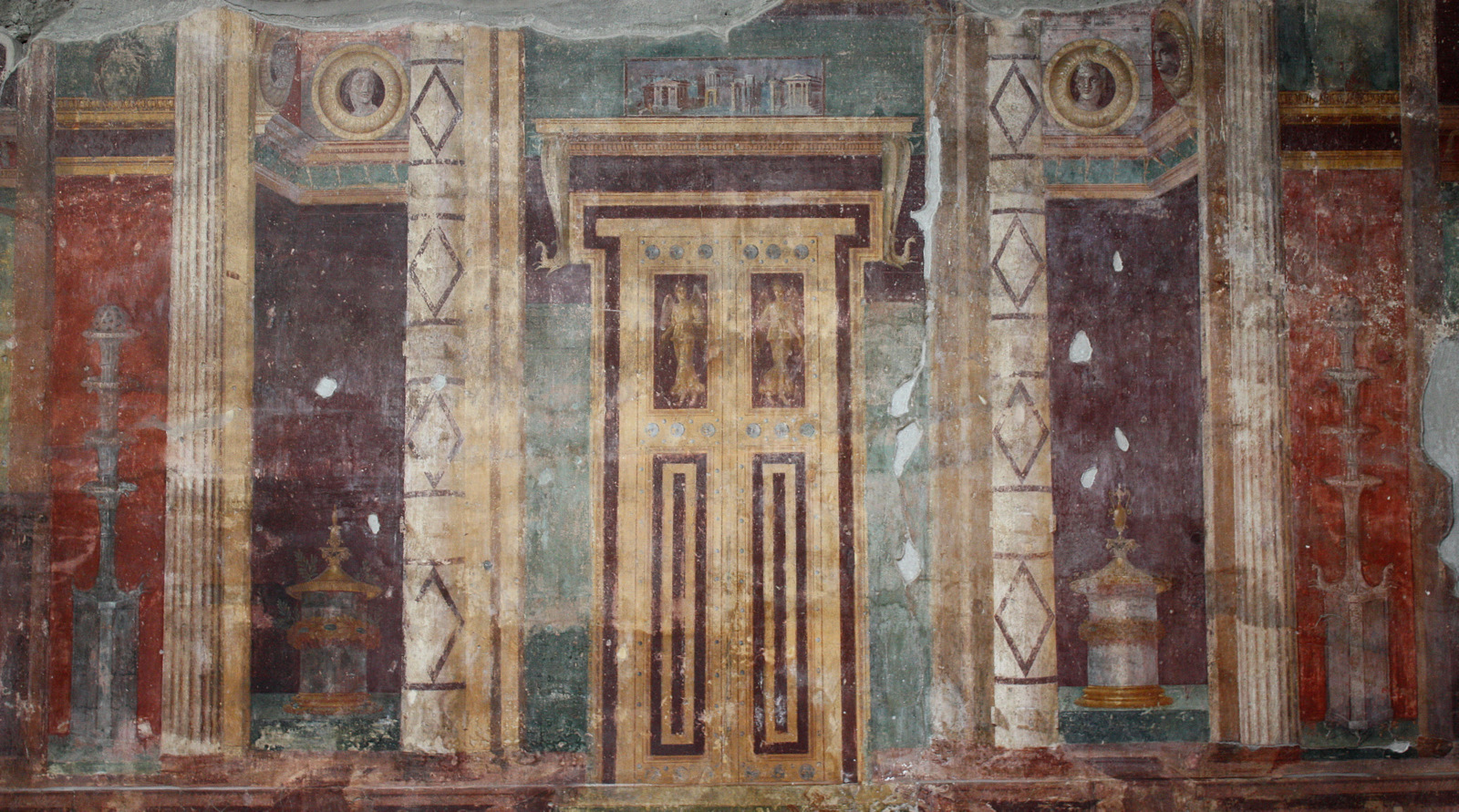
Фреска ложной двери

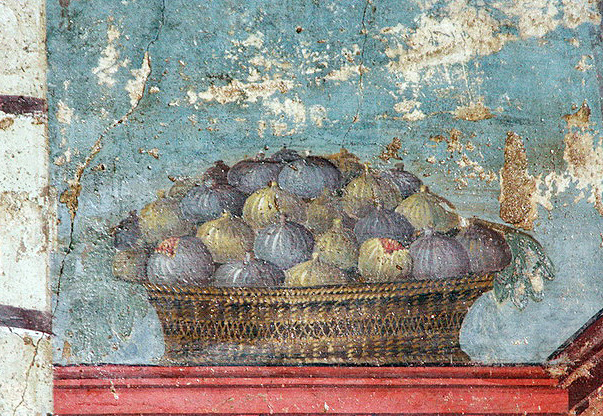
Фреска с изображением корзины со смоквами

Стены виллы Поппеи украшены большим количеством фресок. Они поражают своей формой и цветом. Фрески хорошо сохранились и дошли до наших дней благодаря тому, что были покрыты пеплом, который как бы защищал их от природных катаклизмов и всего остального, что могло им навредить. На них изображены геометрические фигуры, которые складываются в причудливые орнаменты, растения, птицы, животные, люди и также архитектурные элементы.
Многие изображения выполнены с эффектом оптических иллюзий. Большинство фресок относится к середине I века до нашей эры. Для того времени характерны изображения архитектурных элементов и деталей, таких как окна, двери, колонны. Данный приём называется архитектурным стилем настенной живописи. Такие фрески создают иллюзию архитектурных форм, которые как бы разрушают плоскость стены и создают трёхмерное пространство.
Кроме создания архитектурной симметрии изображение ложных дверей могло использоваться для визуального расширения пространства.
Больше всего впечатляют фрески, расположенные на восточной стене триклиния (гостиной), которые изображают павлина и театральные маски. Несколько отличаются фрески в кальдарии (банном помещении) с изображением Геракла в саду Гесперид, написаны в орнаментальном стиле настенной живописи.
Восточная часть виллы с залами для гостей украшена мраморной отделкой пола и стен, пилястрами и скульптурами, фресками с изображением птиц, фонтанов и различных растений.

### Сады
Раскопки садов начались в 1974 году, и к 1993 году обнаружено 13 садов.
В северной части находится внушительного размера сад, где сейчас растут оливы и гранаты. Ученые-палеоботаники потрудились над садом, кропотливо изучая пустоты от корней деревьев и кустов, а потом воссоздали древнеримский сад в нашем времени.
В южной части, с другой стороны виллы, тоже есть маленький садик с колоннадой. Считается, что на момент извержения в этом саду росли лавровые деревья. Также были обнаружены лимон, яблони и олеандр.